# Recinto
Der Begriff Recinto wird in Ecuador für einen ländlichen Bezirk oder Distrikt unterhalb einer Parroquia verwendet. Wörtlich übersetzt bedeutet "Recinto" ein eingezäuntes Gelände. Recinto Electoral bezeichnet einen Wahlbezirk. Eine scharfe Abgrenzung zu den weiteren gebräuchlichen Begriffen Barrio („Stadtviertel“), Ciudadela („befestigter Stadtteil“), Sector (Teilgebiet einer Parroquia), Comunidad („Gemeinschaft“) und Lotización („Parzelle“) gibt es offenbar nicht. "Barrio" und "Ciudadela" werden für urbane Gebiete benutzt, während "Recinto" und "Comunidad" gewöhnlich für ländliche Ortschaften Verwendung finden.